# جيف روس
جيف روس (Jeff Rouse) هو لاعب أولمبي لرياضة السباحة من الولايات المتحدة. شارك في الأولمبياد الصيفي في 1992–1996، وفاز بما مجموعه 4 ميداليات.

## الميداليات
| ذهب | فضة | برونز | المجموع |
| 3   | 1   | 0     | 4       |

## روابط خارجية
- جيف روس على موقع الاتحاد الدولي للسباحة (الإنجليزية)
- جيف روس على موقع قاعة مشاهير السباحة العالمية (الإنجليزية)
- جيف روس على موقع اللجنة الأولمبية الدولية (الإنجليزية)
- جيف روس على موقع أوليمبيديا (الإنجليزية)
- جيف روس على موقع قاعة فرجينيا للمشاهير الرياضية (الإنجليزية)